# Напад на Кадиз 1587. године
Догодио се 24. априла 1587. године током Англо-шпанског рата (1585—1604) са циљем ометања шпанских припрема за напад на Енглеску.

## Ситуација пре напада
Услед све већих заоштравања односа између Енглеске и Шпаније као и све учесталијих напада енглеских бродова на богате шпанске конвоје из прекоморских земаља, у пролеће 1586. године Шпанија је оточела са изградњом и опремањем велике флоте за напад на Енглеску. У почетку само гласине а касније и потврда ових вести изазавале су озбиљно узнемирење у Енглеској. Да би добила на времену за своје припреме, Енглеска је одлучила да поремети шпанске припреме. У ту сврху је послала у шпанске воде ескадру од 20 већих и четири мања брода под заповедништвом Френсиса Дрејка. Он ће се потпуно неочекивано појавити пред шпанском луком Кадиз.
Лука Кадиз није била утврђена, јер у то доба није било правих ратних лука а и није се поморским утврђењима посвећивало довољно пажње осим у ретким случајевима као што су били Сиракуза или Дубровник. У луци Кадиза се у то време налазио велики број шпанских бродова, јер се тамо вршило опремање једног од главних делова шпанске флоте.

## Напад
У среду 24. априла 1587.г. било је лепо и сунчано време. Са пучине Атлантског океана дувао је лагани ветар стварајући мале таласе. У Кадизу је било миран и тих пролећни дан. Око 16:00 часова на пучини се појавила енглеска ескдра пловећи пуним једрима директно ка Кадизу. Изненада, у граду је завладала потпуна забуна јер се помислило да ће енглески бродови отворити ватру са пучине. Но, десило се нешто што Шпанци нису очекивали.
Енглески бродови су пловили пуним једрима а повољан северозападни ветар им је у томе погодовао. Све више су се ближили, а са њиховим приближавањем повећавала се и узнемиреност у граду. Челни бродови енглеске ескадре која је пловила у дугачкој колони веома брзо су се приближавали самом улазу у луку али ни један једини топ није још увек опалио. Када су сви енглески бродови упловили у главну луку тада највеће морнарице на свету сви њихови топови су отпочели брзу паљбу.
Паљба из такве близине на такво мноштво усидрених бродова и разних лучких објеката била је изузетно прецизна. Енглеске тобџије су биле на гласу као изванредни стрелци, а имали су и одличне топове. Ипак, главни ударац је био усмерен на шпанске ратне бродове. Ускоро је цела лука била у диму и пламену од мнгобројних пожара.
Енглези нису имали за циљ да изведу препад на брзину, са циљем да се изненада удари, постигне известан успех а онда да нестану. Тао је био вешто испланиран напада са циљем свеобухватног уништења. Шпански отпор је био веома слаб и неорганизован. Иако је Сунце већ залазило енглески напада није уопште губио на жестини. Чак ни када је пала ноћ енглески бродови нису престајали са ватром и разарање бродова и луке се наставило током целе ноћи. Када се разданило енглески бродови су у даље тражили неки неуништени брод или објекат и тек око поднева 25. априла енглеска ескадра је напустила Кадиз и нестала на пучини.

## Последице напада
Тај напад, јединствен је у историји поморских ратовања, оставио је иза себе страшну слику једне луке. Није то био само ударац угледу шпанске поморске превласти на морима, него је означио и уништавање њене технике. После енглеског препада остало је у луци 37 уништених бродова, међу којма и неколико највећих и најлепших бродова шпанске флоте под командом адмирала Алвира де Базана, Првог маркиза од Санта Круза де Мудела. Пре свега то су били све сасвим нови бродови, тек опремани за напад на Енглеску.
Иако га је његов потчињени, командант Бороу, одвраћао од напада , Дрејк је својим успехом доказао да је генијални тактичар и да одважан заповедник сме проћи некажњено да пређе преко правила и закона, који су постављени чак и великом и школованом таленту..
Документи из шпанских архива сведоче да су у нападу уништена 24 брода. Но то је вероватно реч само о потопљеним бродовима, за разлику од енглеских докумената који се односе на сасвим уништене, али не и потопљене бродове. У сваком случају, губици су били такви да је Шпанија морала да одложи напад на Енглеску на годину дана, а то је управо и била сврха ове енглеске акције.